# Distrito de Tintay
El Distrito de Tintay es uno de los 17 distritos de la Provincia de Aymaraes  ubicada en el departamento de Apurímac, bajo la administración del Gobierno regional de Apurímac, en el sur del Perú.
Desde el punto de vista jerárquico de la Iglesia católica forma parte de la Diócesis de Abancay la cual, a su vez, pertenece a la Arquidiócesis de Cusco.

## Historia
El distrito fue creado mediante Ley No.13787 del 27 de diciembre de 1961.
Historia de Tintay
El nombre antiguo del distrito de Tintay era Uran Qosqo y, fue y es una las tierras más ubérrimas tal vez de los más importantes de la cuenca del rio pachachaca y un referente del Contisuyo, hasta la caída del Tawantinsuyo.
El cronista Ricardo Palma cuenta que;
El pueblo de Tintay, situado sobre una colina del Pachachaca, en la provincia de Aymaraes, en 1613 era la capital de distrito de Colcabamba. Cerca de seis mil indios habitaban el pueblo, de cuya importancia bastará a dar idea el consignar que tenía cuatro iglesias.
El cacique de Tintay cumplía anualmente por enero con la obligación de ir al Cuzco, para entregar al corregidor los tributos colectados, y su regreso era celebrado por los indios con tres días de ancho jolgorio.
En febrero de aquel año volvió a su pueblo el cacique muy quejoso de las autoridades españolas, que lo habían tratado con poco miramiento. Acaso por esta razón fueron más animadas las fiestas; y en el último día, cuando la embriaguez llegó a su colmo, dio el cacique rienda suelta a su enojo con estas palabras:
—Nuestros padres hacían sus libaciones en copas de oro, y nosotros, hijos degenerados, bebemos en tazas de barro. Los viracochas son señores de lo nuestro, porque nos hemos envilecido hasta el punto de que en nuestras almas ha muerto el coraje para romper el yugo. Esclavos, bailad y cantad al compás de la cadena. Esclavos, bebed en vasos toscos, que los de fino metal no son para vosotros.
El reproche del cacique exaltó a los indios, y uno de ellos, rompiendo la vasija de barro que en la mano traía, exclamó:
—¡Que me sigan los que quieran beber en copa de oro!
El pueblo se desbordó como un río que sale de cauce, y lanzándose sobre los templos, se apoderó de los cálices de oro destinados para el santo sacrificio.
El cura de Tintay, que era un venerable anciano, se presentó en la puerta de la iglesia parroquial con un crucifijo en la mano, amonestando a los profanadores e impidiéndoles la entrada. Pero los indios, sobreexcitados por la bebida, lo arrojaron al suelo, pasaron sobre su cuerpo, y dando gritos espantosos penetraron en el santuario.
Allí, sobre el altar mayor y en el sagrado cáliz, cometieron sacrílegas profanaciones.
Pero en medio de la danza y la algazara, la voz del ministro del Altísimo vibró tremenda, poderosa, irresistible, gritándoles:
—¡Malditos! ¡Malditos! ¡Malditos!
La sacrílega orgía se prolongó hasta media noche, y al fin, rendidos de cansancio, se entregaron al sueño los impíos.
Con el alba despertaron muchos sintiendo las angustias de una sed devoradora, y sus mujeres e hijos salieron a traer agua de los arroyos vecinos.
¡Poder de Dios! Los arroyos estaban secos.
Hoy (1880) es Tintay una pobre aldea de sombrío aspecto, con trescientos cuarenta y cuatro vecinos, y sus alrededores son de escasa vegetación. El agua de sus arroyos es ligeramente salobre y malsana para los viajeros.
Entre las ruinas, y perfectamente conservada, y en 1804 una efigie del Señor de la Exaltación, a cuya solemne fiesta concurren el 14 de septiembre los creyentes de diez leguas a la redonda.

## Autoridades

### Municipales
- 2011-2014:[3]
  - Alcalde: Aurelio Mendieta Arosto, del Partido Alianza para el Progreso (APEP).
  - Regidores: Gregorio Paniora Huamán (APEP), Luis Alfredo Alvites Hervay (APEP), Marcelino Pérez Huanca (APEP), Edith Salcedo Alarcón (APEP), Daniel Vivanco Aroste (Kallpa).
- 2007-2010
  - Alcalde: Aurelio Mendieta Arosto.

## Festividades
- Julio 25:  Patrón Santiago.